# Водяное (Кальчикская сельская община)
Водяное (укр. Водяне) — посёлок в Никольском районе Донецкой области Украины.
Население по переписи 2001 года составляло 84 человека. Почтовый индекс — 87042. Телефонный код — 6246. Код КОАТУУ — 1421781602.

## История
После российского вторжения на Украину село оккупировано Россией.

## Местный совет
87042, Донецкая обл., Никольский р-н, с-ще. Зоря, ул. Октябрьская, б. 5, 2-55-25